# Polystichum bonapartii
Polystichum bonapartii är en träjonväxtart som beskrevs av Eduard Rosenstock. Polystichum bonapartii ingår i släktet Polystichum och familjen Dryopteridaceae. Inga underarter finns listade.